# バグフィルム
株式会社バグフィルム（英: BUG FILMS INC.）は、日本のアニメ制作会社。株式会社EOTAの子会社。

## 略歴
2021年9月、オー・エル・エムで『MIX』『メジャーセカンド』『古見さんは、コミュ症です。』などのプロデューサーを務めた児島宏明がツインエンジン（EOTA）の子会社として設立。
設立に際して、代表取締役の児島は「『見てくれた人にとって価値のあるもの』を作りたいという思いから、バグフィルムを立ち上げました。日々、世界中で数えきれない映像作品が生まれている中で、決して流行に流されず、常に新しい表現に挑戦していきたいと考えております」と語っている。
また、同社の設立により、親会社のツインエンジンは「グローバル展開を視野に入れた制作ライン強化」を図るとしている。
2024年、本社を東京都杉並区荻窪5丁目30番16号 7階から東京都中野区中野2丁目24番11号 住友不動産中野駅前ビル19階へ移転。

## 作品

### テレビアニメ
| 開始年 | 放送期間  | タイトル                                     | 監督     | シリーズ構成 | アニメーション プロデューサー | 原作 |
| ------ | --------- | -------------------------------------------- | -------- | ------------ | ----------------------------- | ---- |
| 2023年 | 7月 - 9月 | ゾン100〜ゾンビになるまでにしたい100のこと〜 | 川越一生 | 瀬古浩司     | 児島宏明                      | 漫画 |
| 2023年 | 12月      | ゾン100〜ゾンビになるまでにしたい100のこと〜 | 川越一生 | 瀬古浩司     | 児島宏明                      | 漫画 |
| 2025年 | 未公表    | とんがり帽子のアトリエ                       | 渡辺歩   | 未公表       | 未公表                        | 漫画 |

### 制作協力
| 年     | タイトル                          | 制作元請           |
| ------ | --------------------------------- | ------------------ |
| 2021年 | 古見さんは、コミュ症です。        | OLM TEAM KOJIMA    |
| 2022年 | サマータイムレンダ                | OLM TEAM KOJIMA    |
| 2023年 | 映画 プリキュアオールスターズF    | 東映アニメーション |
| 2024年 | 映画ドラえもん のび太の地球交響楽 | シンエイ動画       |
| 2024年 | 劇場版モノノ怪 唐傘               | EOTA               |